# Lorsch
Lorsch település Németországban, Hessen tartományban. Lakosainak száma 14 088 fő (2023. december 31.).

## Népesség
A település népességének változása:
| Lakosok száma | 13 515 | 13 472 | 13 643 | 13 930 | 13 989 | 14 088 |
|               | 2015   | 2017   | 2019   | 2021   | 2022   | 2023   |